# Neri di Bicci

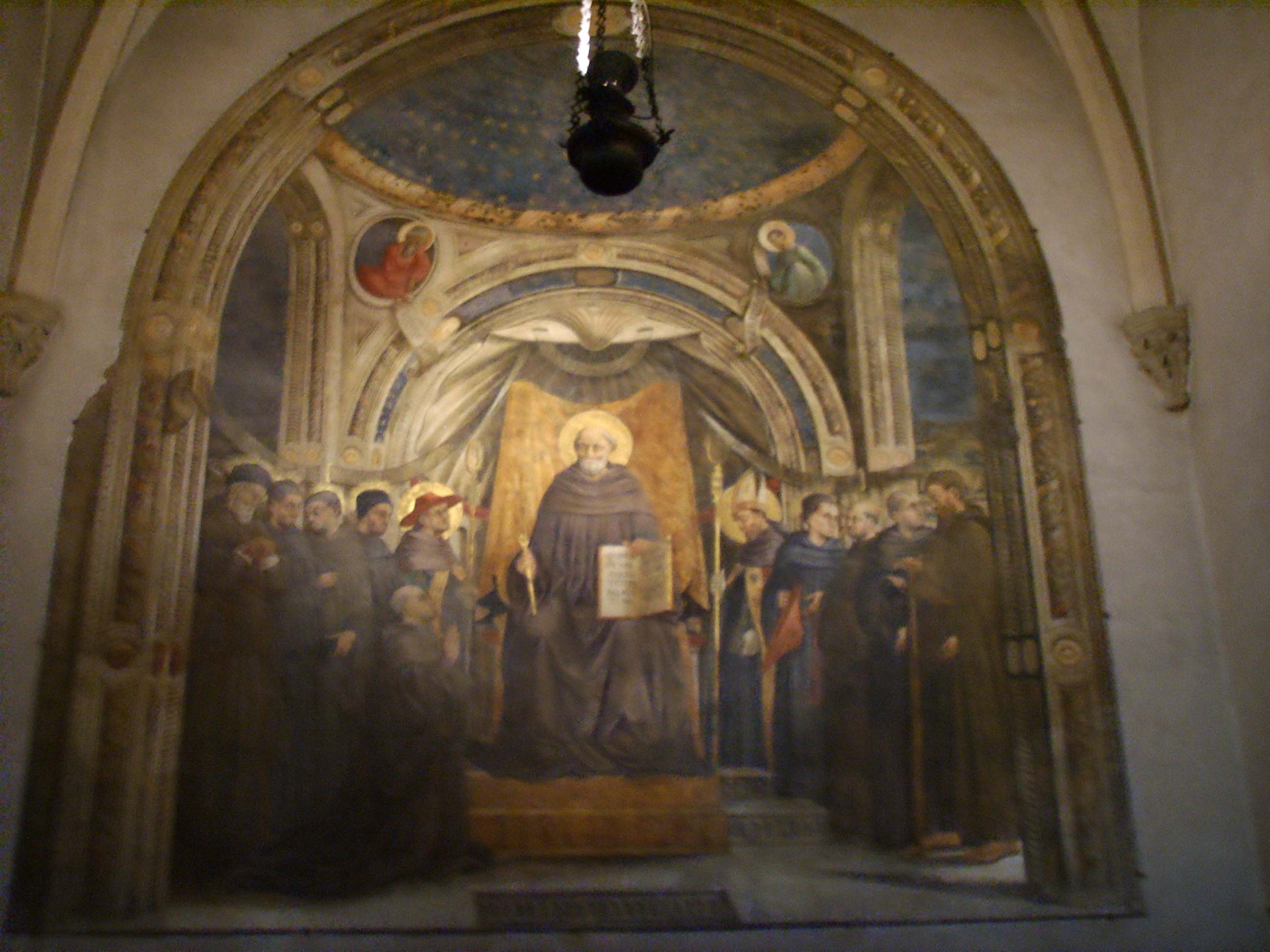
Neri di Bicci, San Giovanni Gualberto e altri santi vallombrosani, affresco, chiesa di Santa Trinita, Firenze

Neri di Bicci (Firenze, 1418/1420 – Firenze, 1492) è stato un pittore italiano, ultimo esponente di una bottega molto attiva tra il Tre e il Quattrocento a Firenze.

## Biografia

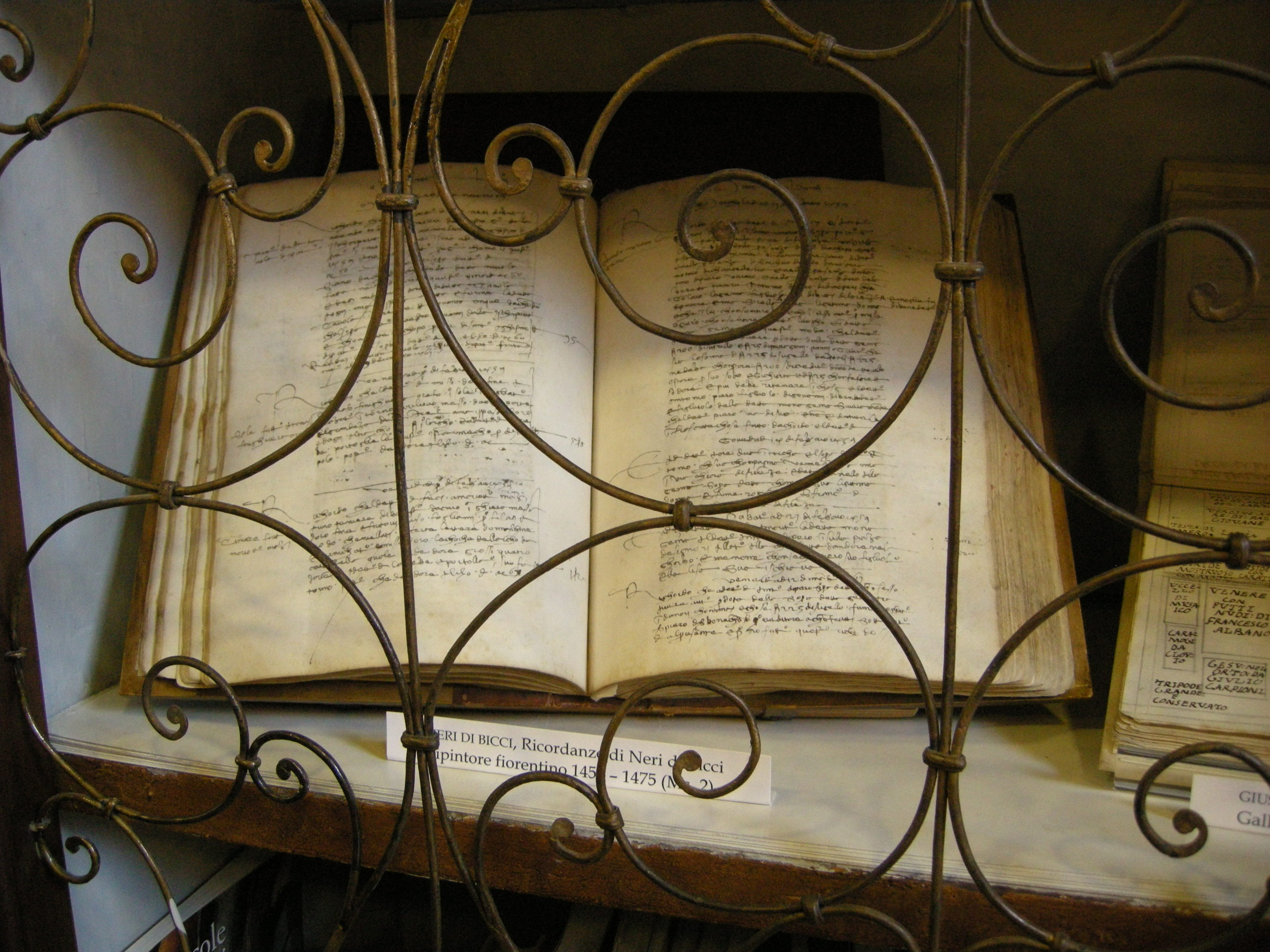
Il manoscritto delle Ricordanze, biblioteca degli Uffizi

Suo nonno era Lorenzo di Bicci (attivo nella seconda metà del Trecento) e suo padre Bicci di Lorenzo (attivo nella prima metà del Quattrocento), importanti pittori del gotico toscano.
Si formò nella bottega del padre, e dopo la sua scomparsa, nel 1452, ne assume la piena gestione. La sua attività è puntualmente documentata da un diario scritto di suo pugno, le cosiddette Ricordanze, redatto tra il 1453 e il 1475.
Sebbene Neri di Bicci sia definibile come un pittore di secondo piano della scena fiorentina, il suo gusto un po' retrò e la semplice carica devozionale delle sue opere gli procurarono una nutritissima serie di commissioni, da parte di varie chiese e istituti magari più provinciali, portando una grande diffusione alle sue opere, che ancora oggi si trovano spesso nelle collocazioni originarie. Inoltre le sue tariffe dovevano sicuramente essere più abbordabili rispetto a artisti di élite come Domenico Ghirlandaio o Sandro Botticelli, per cui fra i suoi committenti troviamo spesso parroci, istituti religiosi, ma anche famiglie della nutrita borghesia cittadina.
Comunque non fu esente da innovazioni, anzi presto elaborò un suo stile personale, al quale rimase fedele per tutta la sua quarantennale carriera, mutuato con eclettismo dalla rivisitazione di alcuni grandi pittori del secondo Quattrocento fiorentino, come il Beato Angelico della maturità, Filippo Lippi, Domenico Veneziano e Andrea del Castagno.
In particolare una sua caratteristica tipica è l'uso di colori in tonalità sempre vivide, che danno forza e preziosità alle sue opere.
Dalle Ricordanze si apprende che la sua feconda attività fu ramificata in tutti i campi dell'artigianato pittorico: dai disegni per tessuti, alla collaborazione con intagliatori per opere lignee, dai disegni per le sculture, alla decorazione di cassoni, all'attività talvolta di architetto.
Nella sua bottega, sempre piena di commissioni, fecero il loro apprendistato molti pittori, fra i quali Cosimo Rosselli, Giusto d'Andrea, Francesco Botticini e Bernardo di Stefano Rosselli. Con la sua scomparsa la bottega di famiglia chiuse definitivamente.

### Opere principali

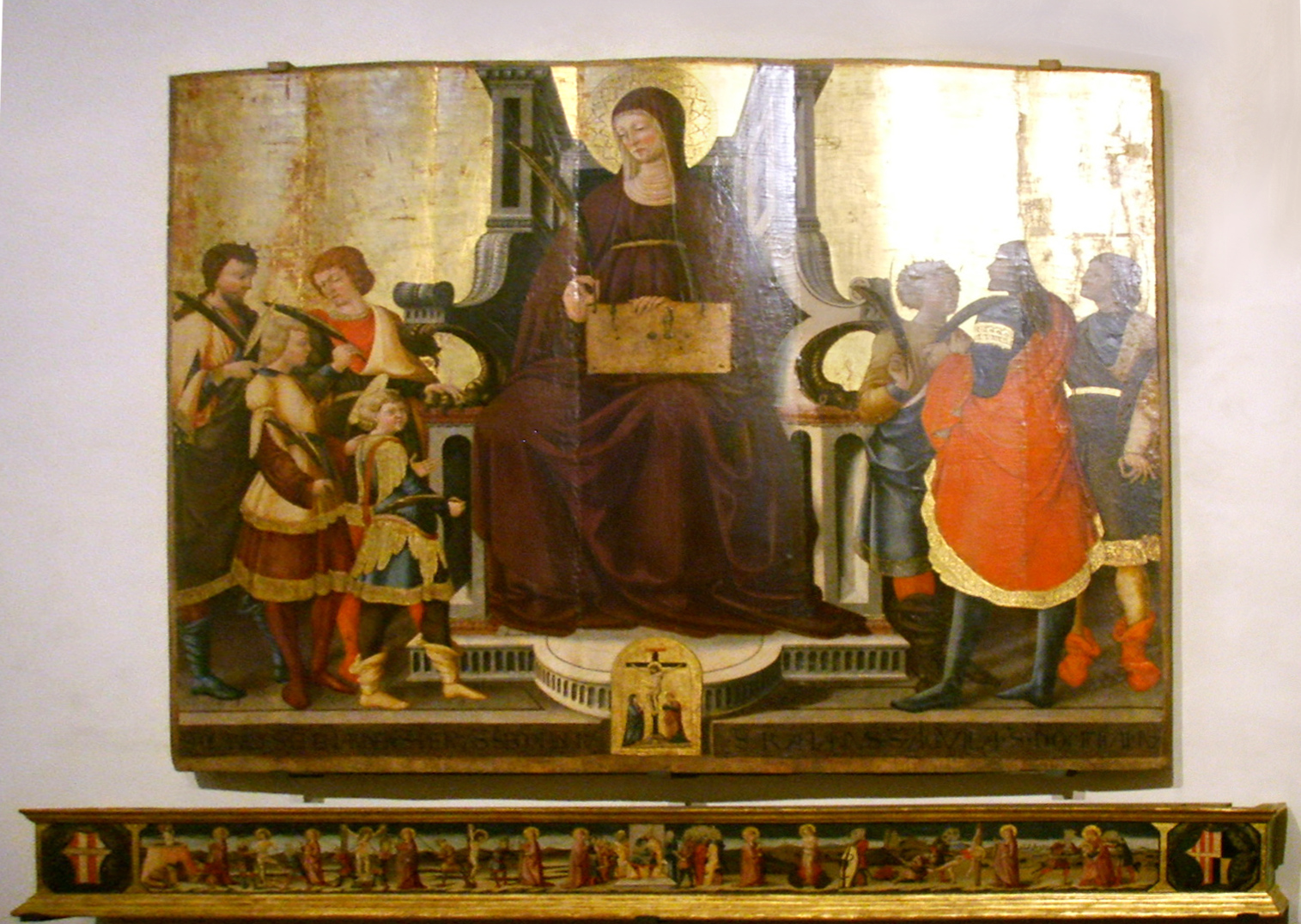
Santa Felicita e i suoi sette figli

Fra le opere più significative ci sono due pale d'altare entrambe conservate nel Museo Diocesano di San Miniato: una con la Madonna col Bambino in trono fra quattro Santi (1452) e l'altra con la Madonna che dona la cintola a San Tommaso (1470 - 1475); vi sono poi una Annunciazione (1464 circa) della Galleria dell'Accademia di Firenze, Santa Felicita e i suoi sette figli con predella raffigurante Il martirio dei sette fratelli maccabei, della chiesa fiorentina di Santa Felicita sempre del 1464; due tavole, oggi esposte nelle piccole stanze che fungono da anticamera del Cenacolo di Sant'Apollonia a Firenze con una Madonna col Bambino e santi (1472 - 1473) e una Incoronazione della Vergine (1472) custodita nella chiesa abbaziale di San Pietro a Ruoti; infine, la pala della Pinacoteca Nazionale di Siena con la Madonna col Bambino in trono fra le Sante Cecilia, Anna, Maria Maddalena e Caterina d'Alessandria (1482).
Tra gli affreschi il più notevole è forse quello di San Giovanni Gualberto e altri santi vallombrosani (1455) in una cappella della Chiesa di Santa Trinita a Firenze, un lavoro impegnativo per la vastità della composizione, la dovizia dei particolari e il soggetto importante per la prestigiosa committenza della chiesa vallombrosana.

#### Nel Volterrano
Un cospicuo gruppo di opere si trovano nel territorio della diocesi di Volterra. Nella Pieve di San Verano a Peccioli si trova una Madonna col Bambino e Santi, datata al 1463. È il pittore stesso a fornire indicazioni sulla datazione, citando questa opera nelle sue Ricordanze, alla data 10 dicembre 1463.
Dalla chiesa di San Giusto a Volterra proviene una Madonna in trono con Bambino e Angeli, detta "Madonna delle Grazie" oggi nel locale Museo Diocesano di Arte Sacra, databile al 1471 - 1475. Si tratta della parte centrale di un polittico smembrato. Tuttavia quest'opera non è citata nelle Ricordanze e non è neppure firmata.
Conservato nel Museo nazionale di San Matteo a Pisa, è il laterale del polittico della "Madonna delle Grazie" con Due Santi.
Datato al 1478 grazie all'iscrizione sul cartiglio in primo piano è il Martirio di san Sebastiano fra i santi Bartolomeo e Nicola di Bari, conservato nella Pinacoteca Civica di Volterra.
Nella chiesa di San Biagio a Montecatini Val di Cecina troviamo un San Sebastiano con i santi Biagio e Antonio Abate, databile al 1478 circa per le analogie col martirio conservato a Volterra prima citato.

#### In Val di Pesa
Il Museo di Arte Sacra di Tavarnelle Val di Pesa conserva un cospicuo gruppo di opere riferite al nostro pittore: una Lamentazione coi santi Luca, Margherita, Maria Maddalena, Giovanni Evangelista, Caterina e Lucia e una Madonna in trono con Bambino, san Nicola, l'arcangelo Raffaele e Tobia, sant'Antonio Abate, san Donnino e san Giuliano, entrambe riferite al 1473; i due pannelli con La Vergine e san Sebastiano e san Giovanni e san Rocco, facenti parte di un'unica pala d'altare smembrata, datata dopo il 1475; due piccole tavolette con due ritratti, la prima con, probabilmente, Fra Luca Lanfranchini da Mantova, la seconda con Niccolò Sernigi, entrambe post 1475; tutte queste opere provengono dalla vicina chiesa di Santa Maria al Morrocco.
Il Museo di arte sacra di Montespertoli conserva una pala d'altare con Madonna con Gesù Bambino in trono tra sant'Antonio abate e san Giuliano martire (1480 circa), olio su tavola, proveniente dalla Pieve di San Piero in Mercato. La figura di san Giuliano, vestito in abiti quattrocenteschi secondo l'uso rinascimentale di attualizzare l'aspetto delle figure sacre, fu oggetto nel XVIII secolo di una pesante ridipintura, che lo trasformò in san Michele arcangelo.
Il Museo di San Casciano a San Casciano in Val di Pesa, conserva invece un'Incoronazione della Vergine, proveniente dall'Oratorio della Pieve Vecchia di Sugana. L'opera è datata, sul retro della tavola 1476 e 1481: sono da riferirsi all'inizio e alla conclusione dell'opera.
Presso la Chiesa di Santa Maria in Prato a Radda in Chianti si conserva un polittico raffigurante la Madonna con Bambino tra i Santi Giovanni Battista, Nicola, Maddalena, Antonio Abate.

## Elenco delle opere
- Madonna in trono con Bambino e quattro angeli, Boston, Museum of Fine Arts, 1445 circa
- Madonna col Bambino in trono fra quattro Santi, San Miniato al Tedesco, Museo Diocesano, 1452
- San Giovanni Gualberto e altri santi vallombrosani, Firenze, Chiesa di Santa Trinita, 1455
- Annunciazione, Firenze, Santa Maria Novella, 1455
- Annunciazione, Pescia, Pinacoteca, 1459
- Crocifisso ligneo, Strada in Chianti, Chiesa di San Cristoforo (Strada in Chianti), 1462
- Madonna col Bambino e Santi, Peccioli, Pieve di San Verano, 1463
- Annunciazione, Firenze, Galleria dell'Accademia, 1464
- Santa Felicita e i suoi sette figli con predella raffigurante Il martirio dei sette fratelli maccabei, Firenze, Chiesa di Santa Felicita, sagrestia, 1464
- Incoronazione della Vergine, Firenze, Chiesa di San Bartolo a Cintoia, 1466
- Assunzione della Vergine con i Santi Tommaso, Benedetto, Giovanni Battista, Pietro, Paolo, Agnese e Romualdo, Bagno di Romagna (Forlì), Basilica di Santa Maria Assunta, 1467
- Madonna che dona la cintola a San Tommaso, San Miniato al Tedesco, Museo Diocesano, 1470 - 1475
- Annunciazione, Tavarnelle Val di Pesa, Chiesa di Santa Lucia al Borghetto (proveniente dalla Chiesa di San Francesco a Barberino Val d'Elsa), 1471
- Madonna in trono con Bambino e Angeli, detta "Madonna delle Grazie", Volterra, Museo Diocesano di Arte Sacra, proveniente dalla Chiesa dei Santi Giusto e Clemente (San Giusto Nuovo), 1471 - 1475
- Due Santi, laterale del polittico della Madonna delle Grazie, Pisa, Museo Nazionale di San Matteo, 1471 - 1475
- Incoronazione della Vergine, tavola d'altare, Badia a Ruoti - Bucine, Badia di San Pietro a Ruoti, 1472
- Madonna col Bambino e santi, tavola, cm 186 x 206, Firenze, Cenacolo di Sant'Apollonia, 1472 - 1473
- Incoronazione della Vergine, tavola, cm 139 x 158, Firenze, Cenacolo di Sant'Apollonia, 1473
- Madonna in trono con Bambino, san Nicola, l'arcangelo Raffaele e Tobia, sant'Antonio Abate, san Donnino e san Giuliano, Tavarnelle Val di Pesa, Museo di Arte Sacra, 1473
- Lamentazione coi santi Luca, Margherita, Maria Maddalena, Giovanni Evangelista, Caterina e Lucia, Tavarnelle Val di Pesa, Museo di Arte Sacra, 1473
- Pannelli con La Vergine e san Sebastiano e san Giovanni e san Rocco, Tavarnelle Val di Pesa, Museo di Arte Sacra, dopo il 1475
- Ritratto di Fra Luca Lanfranchini da Mantova (?), Tavarnelle Val di Pesa, Museo di Arte Sacra, dopo il 1475
- Ritratto di Niccolò Sernigi, Tavarnelle Val di Pesa, Museo di Arte Sacra, dopo il 1475
- Incoronazione della Vergine, San Casciano in Val di Pesa, Museo di San Casciano, 1476 - 1481
- Martirio di san Sebastiano fra i santi Bartolomeo e Nicola di Bari, Volterra, Pinacoteca Civica, 1478
- San Sebastiano con i santi Biagio e Antonio Abate, Montecatini Val di Cecina, 1478 circa
- Pala d'altare Madonna col Bambino in trono tra sant'Antonio abate e san Giuliano martire (1480 circa), Montespertoli, Museo di Arte Sacra.
- Madonna col Bambino in trono fra le Sante Cecilia, Anna, Maria Maddalena e Caterina d'Alessandria, Siena, Pinacoteca nazionale, 1482
- Crocefissione, Livorno, Museo civico Giovanni Fattori
- Crocefissione, Castiglione Olona, Museo della Collegiata
- Madonna con il Bambino tra i Santi Francesco e Martino, Chiesa di San Martino a Chiusi della Verna (AR)
- Polittico Madonna col Bambino in trono tra i santi Lorenzo, Felicissima e Sisto Papa a sinistra, e Giovanni Battista, Girolamo e Nicola, Chiesa di San Sisto (Viterbo) 1457
- Crocifissione con la Vergine e, ai lati, Giovanni Battista, Antonio d Padova, Giovanni Evangelista, Bernardo da Chiaravalle, Bernardino da Siena, San Francesco, santa Maria Maddalena, Chiesa di San Francesco, Fiesole (Firenze) 1464/1465
- Madonna con bambino e angeli, tempera su tavola 40x29 cm, Museo Garda, Ivrea
- Polittico Madonna con Bambino tra i Santi Giovanni Battista, Nicola, Maddalena, Antonio Abate, Chiesa di Santa Maria in Prato a Radda in Chianti